# Norfolk (Connecticut)
Pour les articles homonymes, voir Norfolk.
Norfolk est une ville située dans le comté de Litchfield, dans l'État du Connecticut, aux États-Unis. Au recensement de 2010, Norfolk avait une population totale de 1 787 habitants.

## Géographie
Selon le Bureau du recensement des États-Unis, la superficie de la municipalité est de 46,43 milles carrés (120,25 km2), dont 45,32 milles carrés (117,38 km2) de terres et 1,11 milles carrés (2,87 km2) de plans d'eau (soit 2,37 %).

## Histoire
Norfolk devient une municipalité en 1758. Elle doit son nom au comté anglais de Norfolk.

## Démographie
D'après le recensement de 2000, il y avait 1 660 habitants, 676 ménages, et 461 familles dans la ville. La densité de population était de 14,1 hab/km2. Il y avait 871 maisons avec une densité de 7,4 maisons/km2. La décomposition ethnique de la population était : 97,11 % blancs ; 0,48 % noirs ; 0,24 % amérindiens ; 0,54 % asiatiques ; 0,00 % natifs des îles du Pacifique ; 0,60 % des autres races ; 1,02 % de deux ou plus races. 0,96 % de la population était hispanique ou Latino de n'importe quelle race.
Il y avait 676 ménages, dont 28,0 % avaient des enfants de moins de 18 ans, 58,3 % étaient des couples mariés, 6,5 % avaient une femme qui était parent isolé, et 31,7 % étaient des ménages non-familiaux. 24,6 % des ménages étaient constitués de personnes seules et 10,4 % de personnes seules de 65 ans ou plus. Le ménage moyen comportait 2,44 personnes et la famille moyenne avait 2,92 personnes.
Dans la ville la pyramide des âges était 23,7 % en dessous de 18 ans, 4,3 % de 18 à 24, 29,2 % de 25 à 44, 29,0 % de 45 à 64, et 13,8 % qui avaient 65 ans ou plus. L'âge médian était 41 ans. Pour 100 femmes, il y avait 96,4 hommes. Pour 100 femmes de 18 ans ou plus, il y avait 97,0 hommes.
Le revenu médian par ménage de la ville était 58 906 dollars US, et le revenu médian par famille était $67 500. Les hommes avaient un revenu médian de $41 654 contre $36 442 pour les femmes. Le revenu par habitant de la ville était $34 020. 4,1 % des habitants et 1,8 % des familles vivaient sous le seuil de pauvreté. 4,3 % des personnes de moins de 18 ans et 6,2 % des personnes de plus de 65 ans vivaient sous le seuil de pauvreté.
| 1820  | 1850  | 1860  | 1870  | 1880  | 1890  |
| ----- | ----- | ----- | ----- | ----- | ----- |
| 1 422 | 1 643 | 1 803 | 1 641 | 1 418 | 1 546 |

| 1900  | 1910  | 1920  | 1930  | 1940  | 1950  |
| ----- | ----- | ----- | ----- | ----- | ----- |
| 1 614 | 1 541 | 1 229 | 1 298 | 1 333 | 1 572 |

| 1960  | 1970  | 1980  | 1990  | 2000  | 2010  |
| ----- | ----- | ----- | ----- | ----- | ----- |
| 1 827 | 2 073 | 2 156 | 2 060 | 1 660 | 1 709 |